# Julius Friedrich Wilhelm Bosse

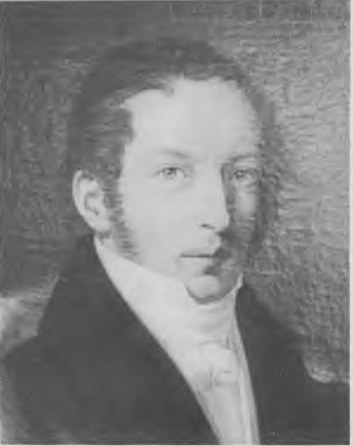
Porträt von Julius Friedrich Wilhelm Bosse

Julius Friedrich Wilhelm Bosse (* 12. August 1788 in Rastede; † 25. Oktober 1864 in Osternburg bei Oldenburg (Oldb)) war ein deutscher Hofgärtner und Botaniker. Sein offizielles botanisches Autorenkürzel lautet „Bosse.“ Er legte den Schlossgarten der Residenzstadt Oldenburg neu an und war ab 1855 dortiger Hofgarteninspektor.

## Leben

### Frühe Jahre
Bosse war der einzige Sohn des Hofgärtners Carl Ferdinand Bosse (1755–1793) und dessen Ehefrau Johanne Christiane Friederice geb. Seuter (1759–1817), der Tochter des Arztes Johann Georg Seuter aus Goslar. Nach dem Tod des Vaters heiratete Bosses Mutter dessen Bruder, den oldenburgischen Hofgärtner Christian Ludwig Bosse (1771–1832). Dieser war dadurch sowohl Bosses Onkel als auch sein Stiefvater. Er verlebte seine Kindheit in Rastede und später in Oldenburg. Nach dem Besuch des Gymnasiums in Oldenburg bis zur Sekunda-Reife folgte ab 1805 eine Gärtnerlehre im Königlichen Botanischen Garten in Berlin-Schöneberg unter dem Garteninspektor Christoph Friedrich Otto. Es wurde ihm gestattet, Botanik-Vorlesungen von Carl Ludwig Willdenow zu besuchen. Dadurch erhielt er auch ohne Abitur und Studium eine wissenschaftliche Ausbildung. Im Anschluss an die Lehre (1807) arbeitete er zwei Jahre in den Königlichen Gärten in Potsdam und wechselte 1810 in den Königlichen Garten Karlsaue nach Kassel, wo er bis April 1811 unter dem Hofgärtner Schwarzkopf weiter in der Landschaftsgärtnerei ausgebildet wurde. Anschließend half Bosse in Neusüdende bei Rastede im Betrieb seines Onkels und Stiefvaters.

### Tätigkeit in Lütetsburg
Zu Beginn der französischen Besetzung des Herzogtums Oldenburg 1811 wurde Bosse zunächst zu Vermessungsarbeiten eingezogen. Wenige Monate später folgte er am 21. März 1812 dem Ruf des Freiherrn Edzard Moritz zu Innhausen und Knyphausen nach Lütetsburg. Dort realisierte er einen noch bestehenden großen Landschaftsgarten, an dem bereits sein Vater gearbeitet hatte. Bosse führte die Arbeiten weiter und zeichnete während seiner zweijährigen Tätigkeit einen detaillierten Gartenplan.

### Tätigkeit in Oldenburg

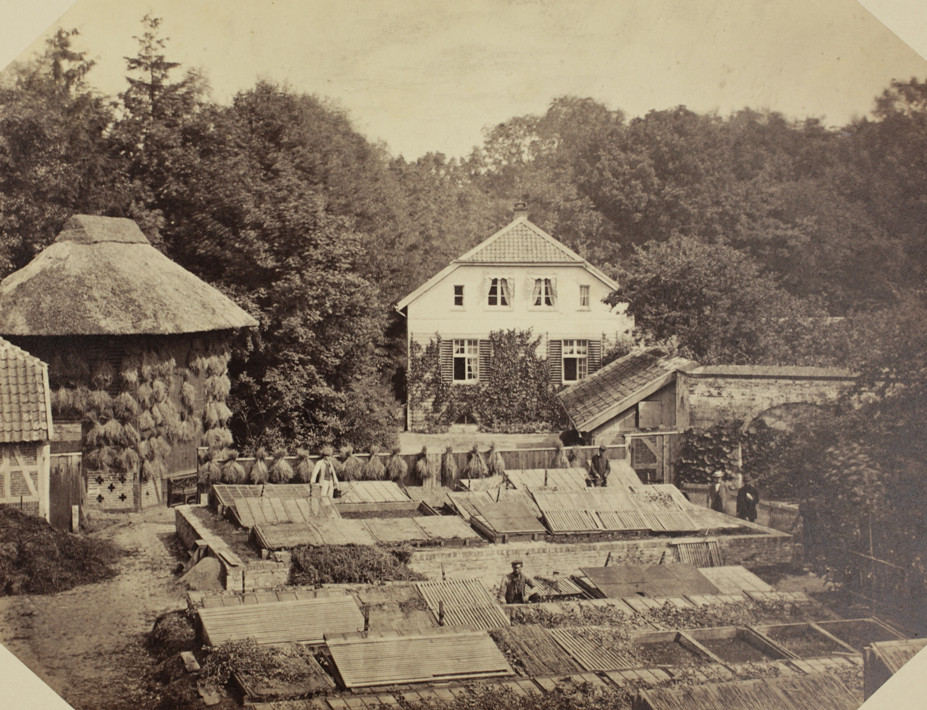
Bosses Dienstsitz im Oldenburger Schlossgarten

Nach der Niederlage und dem Abzug der Franzosen berief ihn Großherzog Peter I. im Jahre 1814 zurück nach Oldenburg, wofür er dem Freiherrn zu Inn- und Knyphausen eine Entschädigungssumme zahlen musste. Mit 26 Jahren zog Bosse damit als dritter Hofgärtner aus der Familie Bosse in die 1808 erbaute Gärtnerwohnung im Schlossgarten Oldenburg, die zugleich Sitz der Gartenverwaltung war. Diese Stellung hatte bis zur französischen Okkupation Bosses Onkel Christian Ludwig Bosse bekleidet, der allerdings 1814 nicht in den Hofdienst zurückkehren wollte. Bosse lebte sich in Oldenburg rasch ein und wurde 1824 in die oldenburgische Freimaurerloge Zum goldenen Hirsch aufgenommen. Seine vordringlichste Aufgabe bestand zunächst in der Wiederherstellung des Schloßgartens, der während der französischen Besatzung zerstört worden war. Zu seinem weiteren Aufgabenbereich der Oldenburger Hofgärtnerei gehörten daneben auch die Grünflächen am Schloß samt Schloßplatz, der Garten des Prinzenpalais, das Everstenholz und die Wallanlagen. Seit 1825 unternahm er jährlich weite Reisen. Ein zumeist
mehrwöchiger Kuraufenthalt in Bad Ems bildete den Auftakt, dem Studienreisen zu berühmten Gartenanlagen – verbunden mit Kollegenbesuchen – folgten. Sie führten ihn in das europäische Ausland, u. a. nach Luxemburg, Frankreich, Belgien, Holland, England, Schweden und Russland. Bosse erwarb dabei detaillierte Kenntnisse der aktuellen Entwicklung der Gartenkunst, die auch ihren praktischen Niederschlag in den Oldenburger Anlagen fanden. Das Kernstück des Schlossgartens bildet bis heute der Blumengarten mit seiner Sammlung wertvoller und seltener Topfpflanzen, die in Fachkreisen große Aufmerksamkeit erregte.
In Oldenburg verwirklichte Bosse eine Grünplanung im bescheidenen Maßstab, die Peter Joseph Lenné in Berlin-Potsdam in großzügiger Form ausführte. Als leitender Hofgärtner gehörte er zwar nur zur mittleren Beamtenrangklasse, stand aber in einem hervorgehobenen Verhältnis zu Herzog Peter I. Dabei profitierte er davon, dass „die Begeisterung der Zeit wie keiner anderen Kunst dem Landschaftsgarten gehört(e)“ und der Hofgärtner einen Beitrag für „die führende Aufgabe der Zeit“ leistete. Folgerichtig wurde Bosse im Jahre 1848 mit dem Oldenburgischen Haus- und Verdienstorden ausgezeichnet und 1855 zum Hofgarteninspektor ernannt. Er verstarb 1864, seine Grabstätte befindet sich auf dem Gertrudenfriedhof.

## Wissenschaftliche Arbeit und Anerkennung
Bosse gewann sehr früh die Anerkennung wissenschaftlicher Gremien sowie Fachgesellschaften und wurde Mitglied bzw. Ehrenmitglied einiger namhaften Gesellschaften, so 1823 im Verein zur Beförderung des Gartenbaues in den Königlich Preußischen Staaten, 1825 in der Naturforschenden Gesellschaft Leipzig, vor 1829 in der Gartenbau-Gesellschaft St. Petersburg, 1839 im Garten- und Blumenbau-Verein für Hamburg, 1840 in der Gesellschaft für Botanik und Gartenbau Dresden, sowie in weiteren. Von 1824 an veröffentlichte er außerdem in dichter Folge eine Reihe von Aufsätzen, von denen einige auch im Gardener’s Magazine in England erschienen. Die Bandbreite seiner Themen erstreckte sich dabei von praktischen bis hin zu gartenkünstlerisch-ästhetischen Problemen. 1829 folgte das Vollständige Handbuch der Blumengärtnerei, ein Standardwerk, das ihn laut Hermann Jäger zum Nestor der deutschen Gartenschriftsteller machte. Das Werk wurde 1840–42 in zweiter und 1859–61 in dritter Auflage herausgegeben. Bereits 1831 erschien für den interessierten Laien eine einbändige Volksausgabe Der Blumenfreund, dem 1850 noch eine zweite Auflage folgte.
Auf die Qualität seiner Gartenschöpfungen und den Wert seines Handbuches verwies noch 1926 das Gartenbau-Lexikon und Richard Maatsch führt das Handbuch noch 1983/84 unter der Standardliteratur zum Zierpflanzenbau auf. Aus den wissenschaftlichen Versuchen Bosses sind mehrere neue Pflanzenzüchtungen hervorgegangen, die seinen Namen tragen. Weiterhin verfasste er mehrere Erstbeschreibungen, so etwa 1849 für das Zebra-Ampelkraut (Tradescantia zebrina).

## Familie
Am 16. Oktober 1814 heiratete Bosse Anna Dorothea Henriette Noscovius (1792–1858), eine Tochter des Bremer Bürgers Johann Gottfried Noscovius, die er in Lütetsburg kennengelernt hatte.

## Werke (Auswahl)
- Vollständiges Handbuch der Blumengärtnerei oder die genaue Beschreibung von mehr als 4060 wahren Zierpflanzen-Arten. Hannover. 1. Auflage: 1829. 2. Auflage: 1840–42. 3. Auflage: 1859–61.
- Über Gruppierung der Zierpflanzen im Freien, besonders in Lustgärten und auf Rasenflächen (mit einigen erläuternden Zeichnungen). Veröffentlicht in: Neue allgemeine deutsche Garten- und Blumenzeitung. Hamburg 1845/46. Seiten 85–150.